# Ada Jafri
Ada Jafarey (PP, TI), frequentemente chamada Ada Jafri (Badayun, 22 de agosto de 1924 - Karachi, 12 de março de 2015), foi uma poetisa paquistanesa considerada a primeira grande poetisa urdu que publicou como mulher e foi chamada "A Primeira-Dama da Poesia Urdu". Também foi autora e considerada uma figura proeminente na Literatura contemporânea Urdu. Ela havia recebido prêmios do Pakistan Writers 'Guild, do governo do Paquistão e das sociedades literárias da América do Norte e Europa em reconhecimento por seus esforços.

## Biografia

### Primeiros anos
Ada Jafarey nasceu em 22 de agosto de 1924, em Badayun, U.P. Seu nome de nascimento era Aziz Jahan. Seu pai, Maulvi Badrul Hasan morreu quando ela tinha três anos e sua mãe a criou. Começou a compor poesia quando tinha doze anos de idade, sob o pseudônimo de Ada Badayuni. Passou sua infância dentro de limites sociais intransponíveis.

### Casamento
Casou-se com Nurul Hasan Jafarey em 29 de janeiro de 1947, em Lucknow, Índia. Depois do casamento, adotou o pseudônimo de Ada Jafarey. Seu marido, Nurul Hasan, era um funcionário público de alto escalão do Governo Federal da Índia. Ada Jafarey também se mudou com seu marido para Karachi após a independência do Paquistão em 1947.

### Família
Ada Jafarey e Nurul Hasan Jafarey tiveram três filhos, Sabiha, Azmi e Aamir. Ada Jafarey viveu com seu filho, Aamir Jafarey, sua nora Maha Jafarey, junto com sua neta Asra Jafarey em Karachi até sua morte. Ada Jafarey tem dois bisnetos, Sabine Rana e Rizwan Rana, filhos de Sabah Iqbal Rana e seu marido Fawad Rana.

## Morte
Ada Jafarey morreu na noite de 12 de março de 2015 em um hospital em Karachi, onde estava sendo tratada, aos 90 anos. O ministro paquistanês da Informação, Radiodifusão e Patrimônio Nacional, Pervez Rashid, o governador de Sindh, Dr. Ishratul Ebad Khan, o primeiro-ministro paquistanês, Mian Nawaz Sharif, Dr. Muhammad Qasim Bughio, presidente do PAL, e Zahida Parveen, diretora geral PAL, expressaram tristeza pela morte de Jafarey. Eles elogiaram seu trabalho no campo da poesia urdu e oraram por sua alma. Sua oração fúnebre foi realizada na mesquita Al-Hilal, Karachi. Ela foi enterrada no cemitério da PECHS, Jamshed Town, Karachi, em 13 de março de 2015.

## Prêmios
Em 1955, a Fundação Hamdard, Nova Délhi, reconheceu-a como a "Melhor Poeta Feminina do Século". Mais tarde, ela foi agraciada com o Adamjee Literary Award pelo Pakistan Writers 'Guild, em 1967, por sua segunda coleção poética, S̲h̲ahr-i Dard. Em reconhecimento ao seu trabalho, o governo do Paquistão lhe concedeu o Medalha de Excelência em 1981. Ela recebeu vários prêmios internacionais de sociedades literárias da América do Norte e Europa.
O governo do Paquistão concedeu a ela o prêmio Pride of Performance for Literature em 2003 (os prêmios foram anunciados em 14 de agosto de 2002).